# Fosse no 11 des mines de Nœux
La fosse no 11 de la Compagnie des mines de Nœux est un ancien charbonnage du Bassin minier du Nord-Pas-de-Calais, situé à Fouquières-lès-Béthune. Le fonçage commence le 3 novembre 1913. La fosse no 8 ter, devant initialement aérer les travaux de la fosse no 8 - 8 bis, est renommée fosse no 11 bis. La Première Guerre mondiale interrompt les travaux, la fosse ne commence à produire en 1920. Des cités sont bâties à proximité, et un terril conique no 66 est édifié. L'extraction y cesse le 23 décembre 1930 comme au puits no 11 bis, la fosse est ensuite conservée pour l'aérage des travaux du nord de la concession.
La Compagnie des mines de Nœux est nationalisée en 1946, et intègre le Groupe de Béthune. L'aérage cesse en 1957, date à laquelle le puits est remblayé. Les installations de surface sont ensuite détruites, et le terril complètement exploité.
Un lotissement est construit sur le site du terril et un magasin BUT sur le carreau de fosse. Au début du XXIe siècle, Charbonnages de France matérialise la tête de puits no 11. Les cités sont rénovées.

## La fosse

### Fonçage

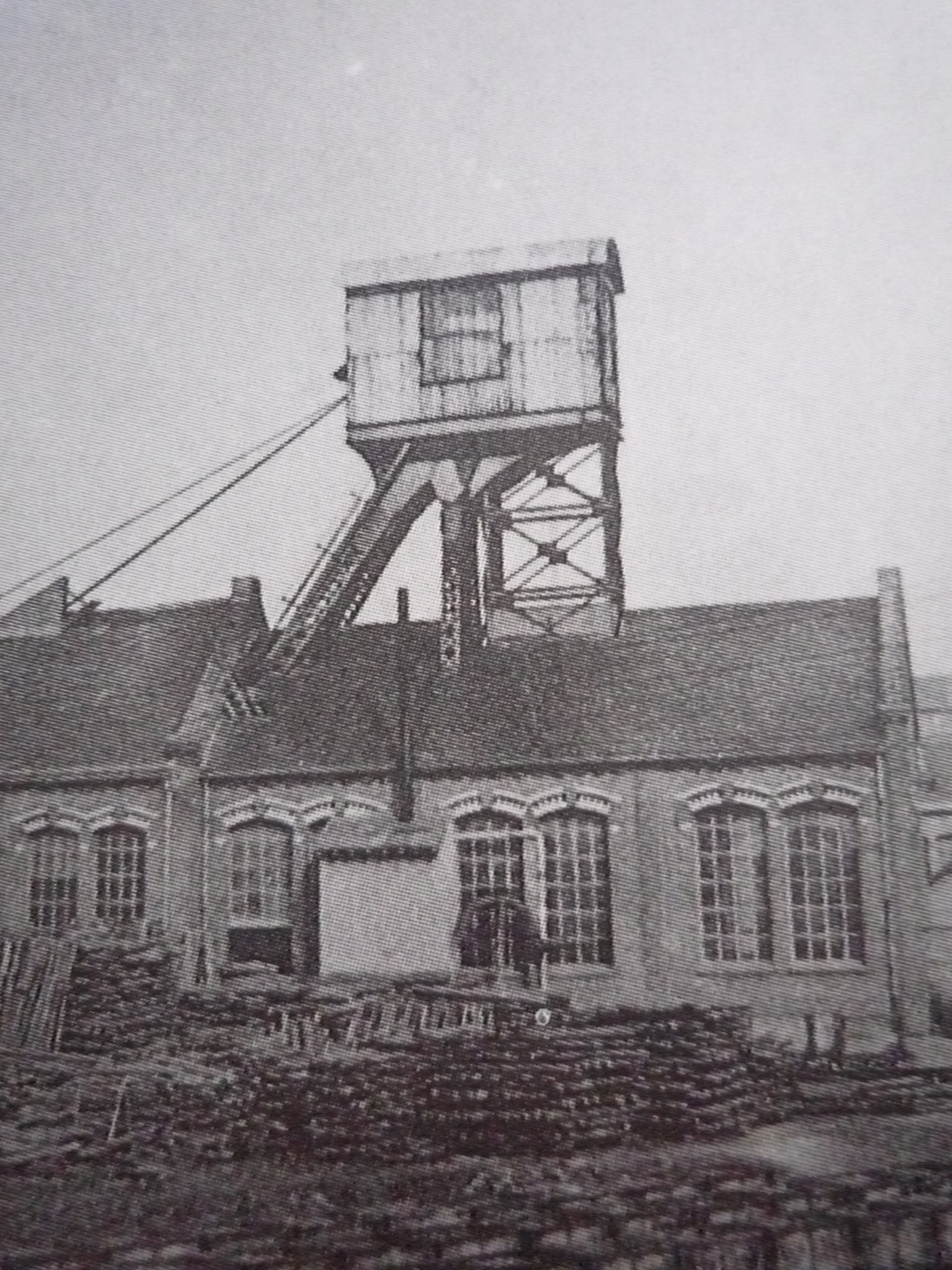
Le chevalement.

La fosse no 11 est commencée à Fouquières-lès-Béthune, près des limites avec Béthune, le 3 novembre 1913. La fosse no 8 ter, sise à Béthune à 1 426 mètres à l'est, initialement construite cinq ans plus tôt pour assurer l'aérage de la fosse no 8 - 8 bis sise à Verquin, est renommée fosse no 11 bis. Les travaux sont interrompus par la Première Guerre mondiale.

### Exploitation
La fosse entre en exploitation en 1920. En 1924, les travaux de la fosse ont permis de découvrir les mêmes veines inférieurs qu'à la fosse no 8 - 8 bis. Ces veines sont numérotées de 8 à 14. Le fonçage du puits no 11 a montré qu'au-dessous de la veine no 14 se trouve une zone stérile dont l'épaisseur dépasse 250 mètres. Le faisceau de Vendin qu'il était prévu de recoupé est en fait séparé du faisceau de la fosse no 11 par une importante stampe stérile.
En 1925, la fosse no 11 exploite une série de veines numérotées en descendant de 8 à 13. Ce sont les veines les plus basses connues dans la partie de la concession de Nœux située au nord de la faille Reumaux. Les terrains au mur de la veine no 13 sont reconnus sur une épaisseur de 240 mètres par le creusement du puits no 11.
La fosse no 11 et la fosse no 11 bis cessent d'extraire le 23 décembre 1930, après avoir produit 537 000 tonnes de houille. Elles assurent ensuite l'aérage des travaux du nord de la concession.
La Compagnie des mines de Nœux est nationalisée en 1946, et intègre le Groupe de Béthune. Le puits no 11, profond de 567,62 mètres, est remblayé en 1957, le puits no 11 bis ne l'est que treize ans plus tard, consécutivement à la fermeture de la fosse no 8 - 8 bis.

### Reconversion
Un magasin BUT a été construit sur le carreau de fosse. Au début du XXIe siècle, Charbonnages de France matérialise la tête de puits. Le BRGM y effectue des inspections chaque année. Il ne reste rien de la fosse.

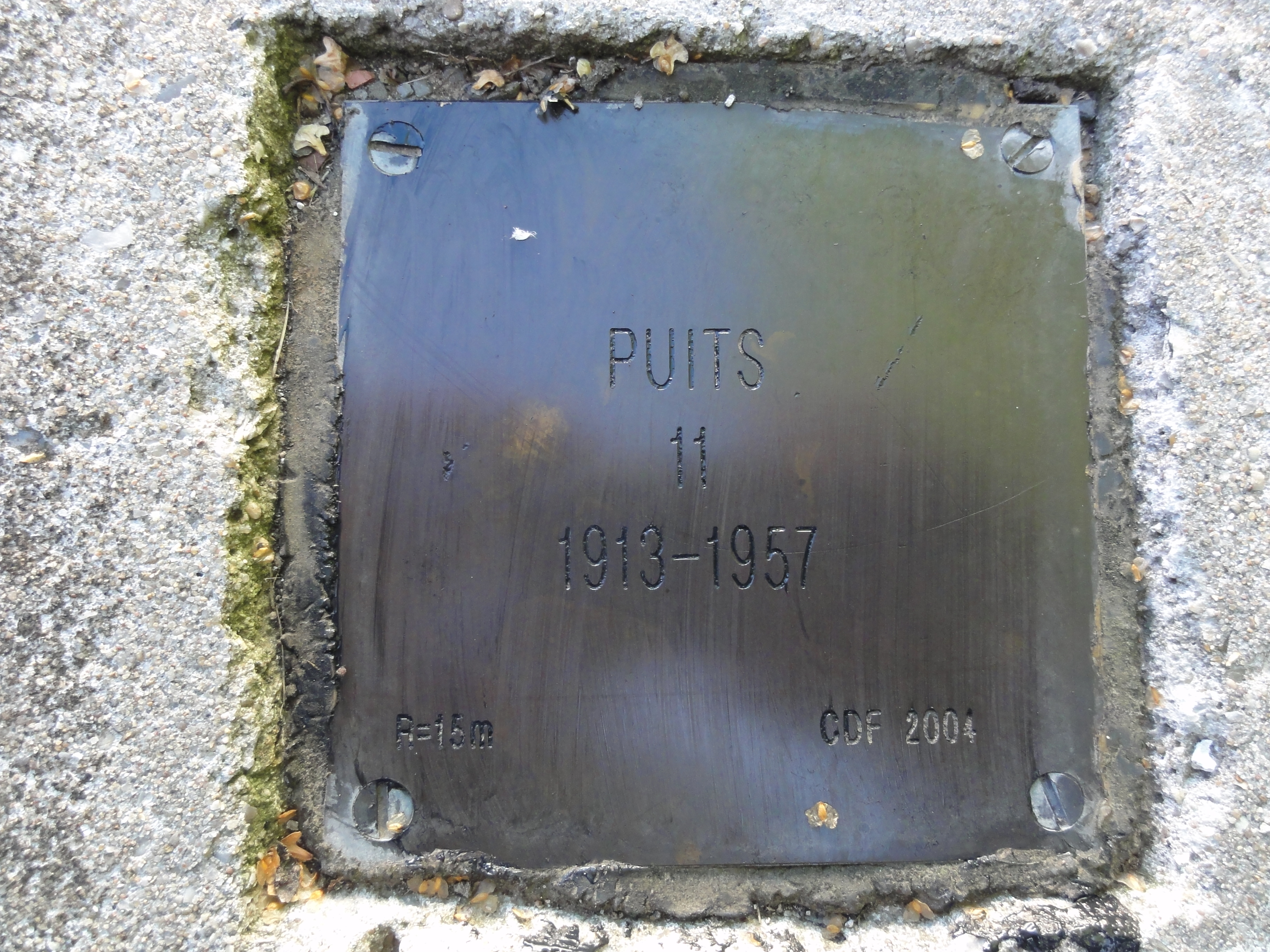
Puits no 11, 1913 - 1957.
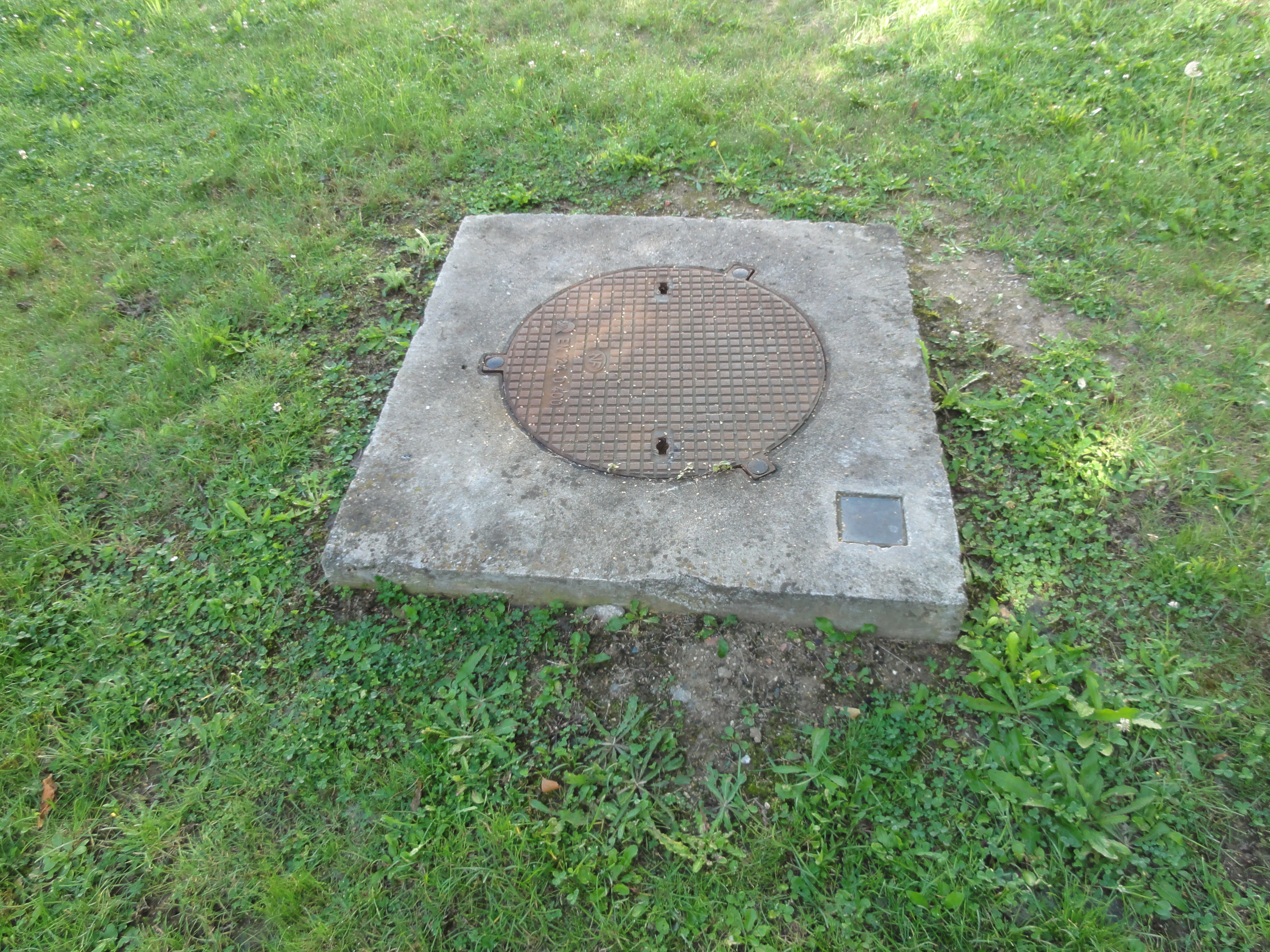
La tête de puits matérialisée.
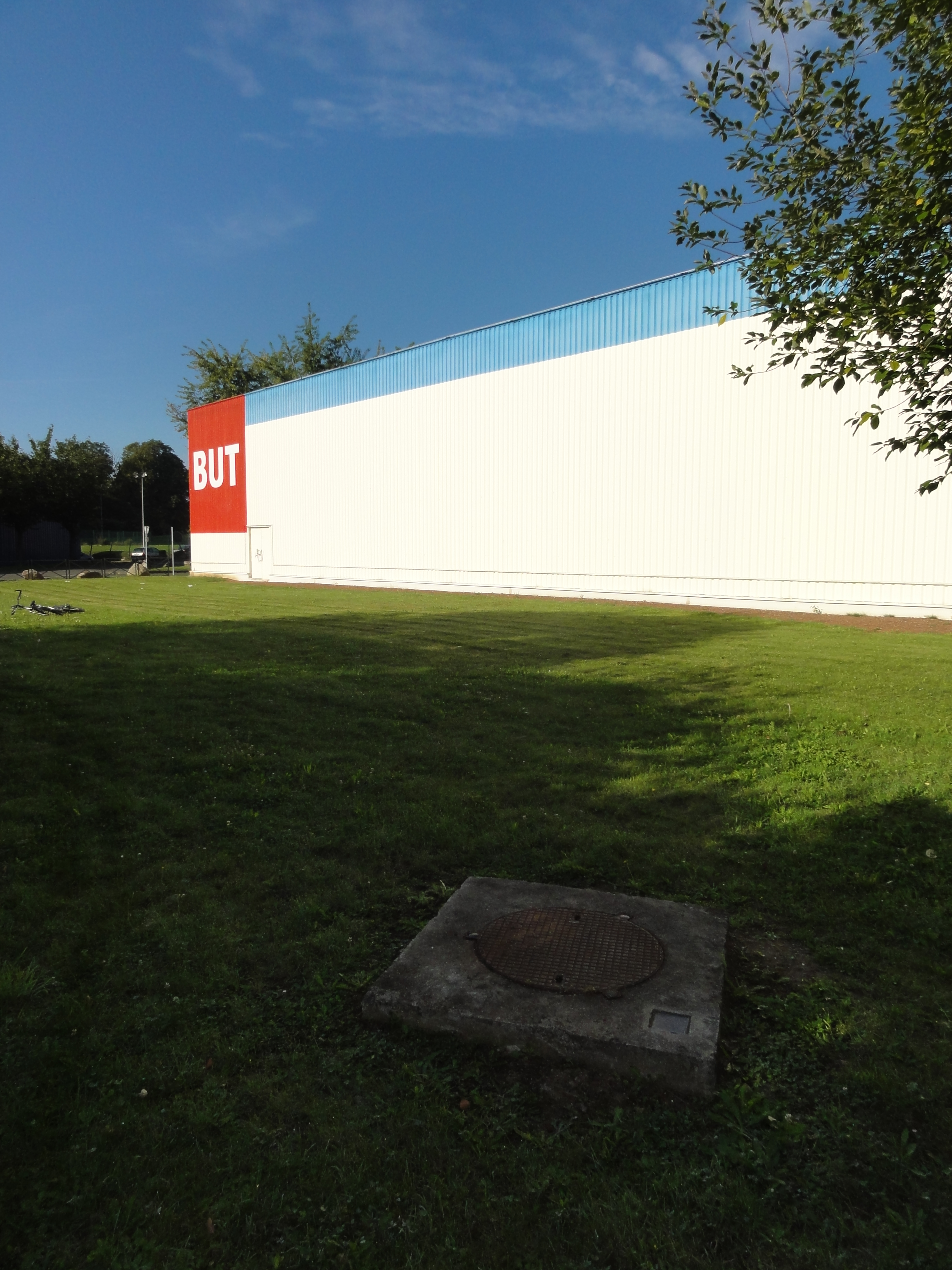
Le puits dans son environnement.
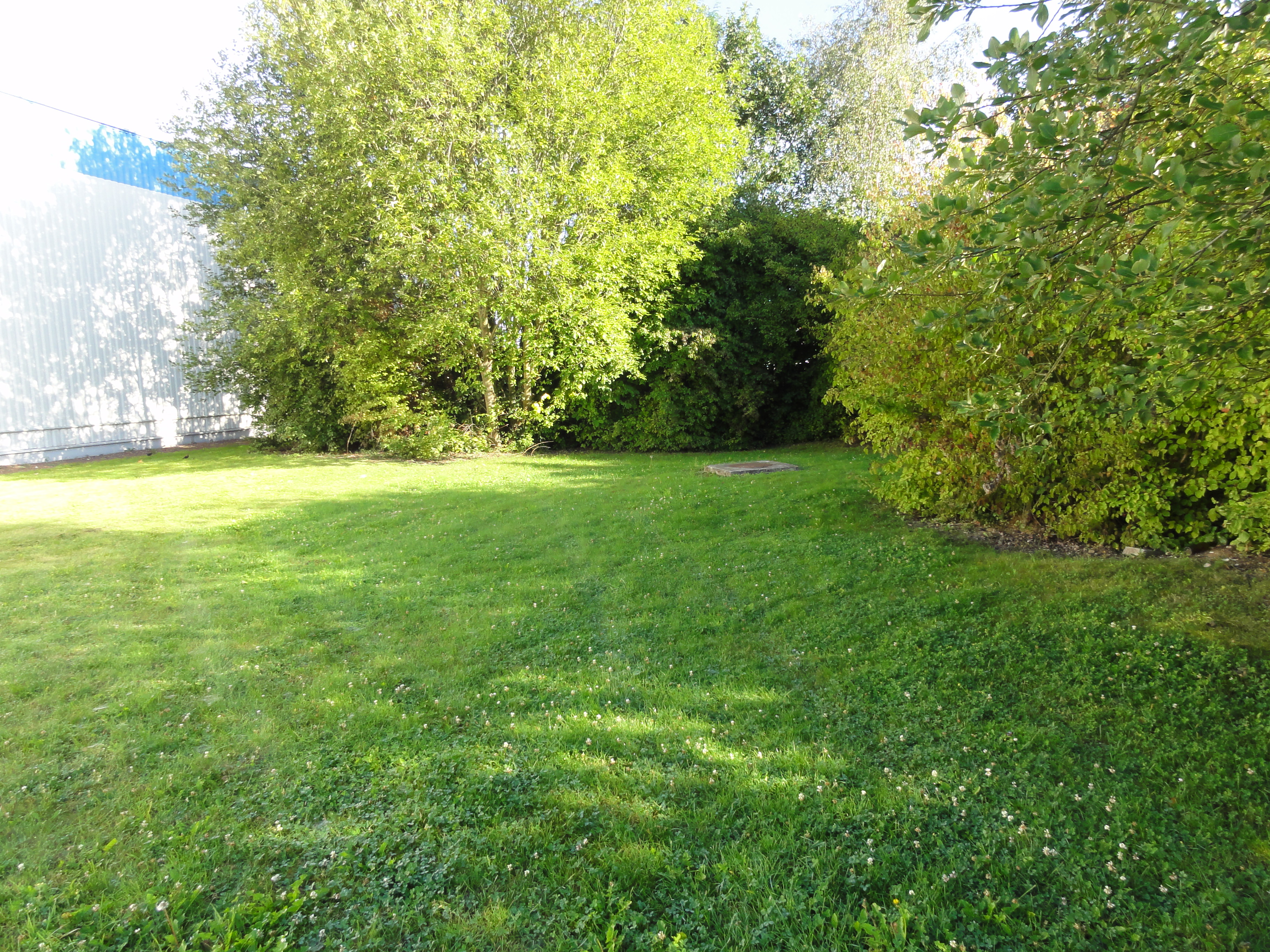
Le puits dans son environnement.
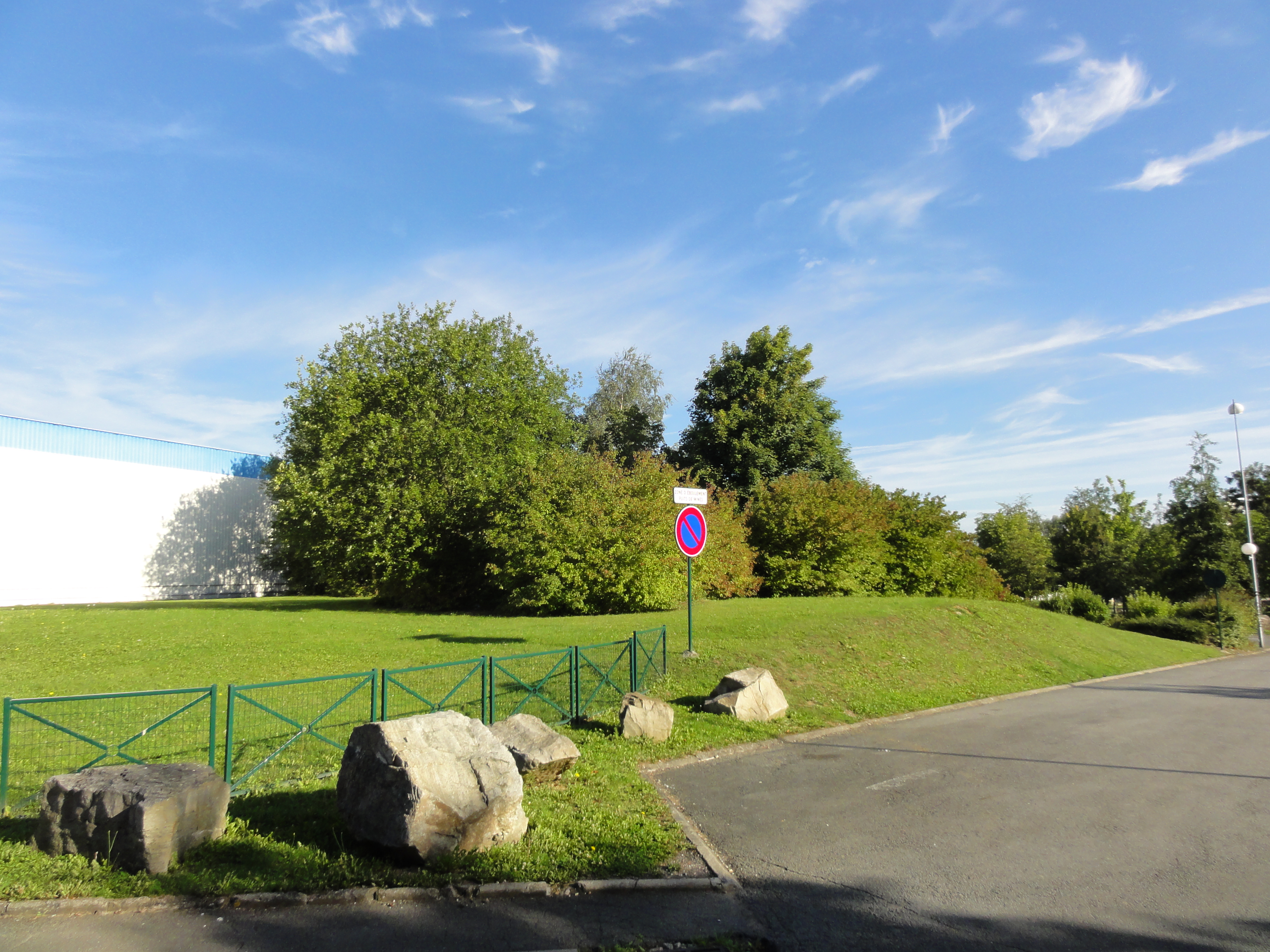
Le carreau de fosse[note 2].
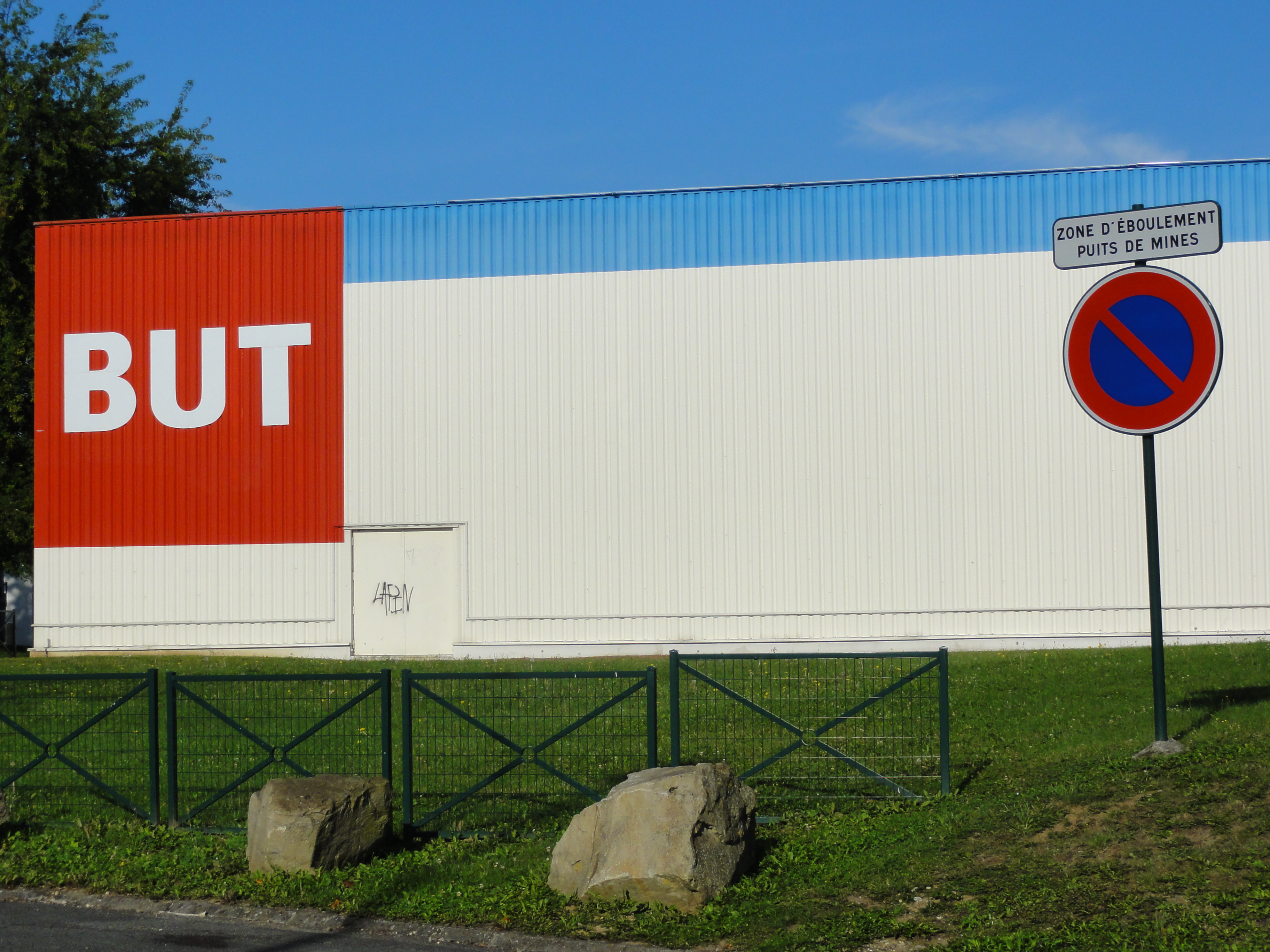
Le carreau de fosse.

## Le terril
50° 30′ 48″ N, 2° 37′ 33″ E

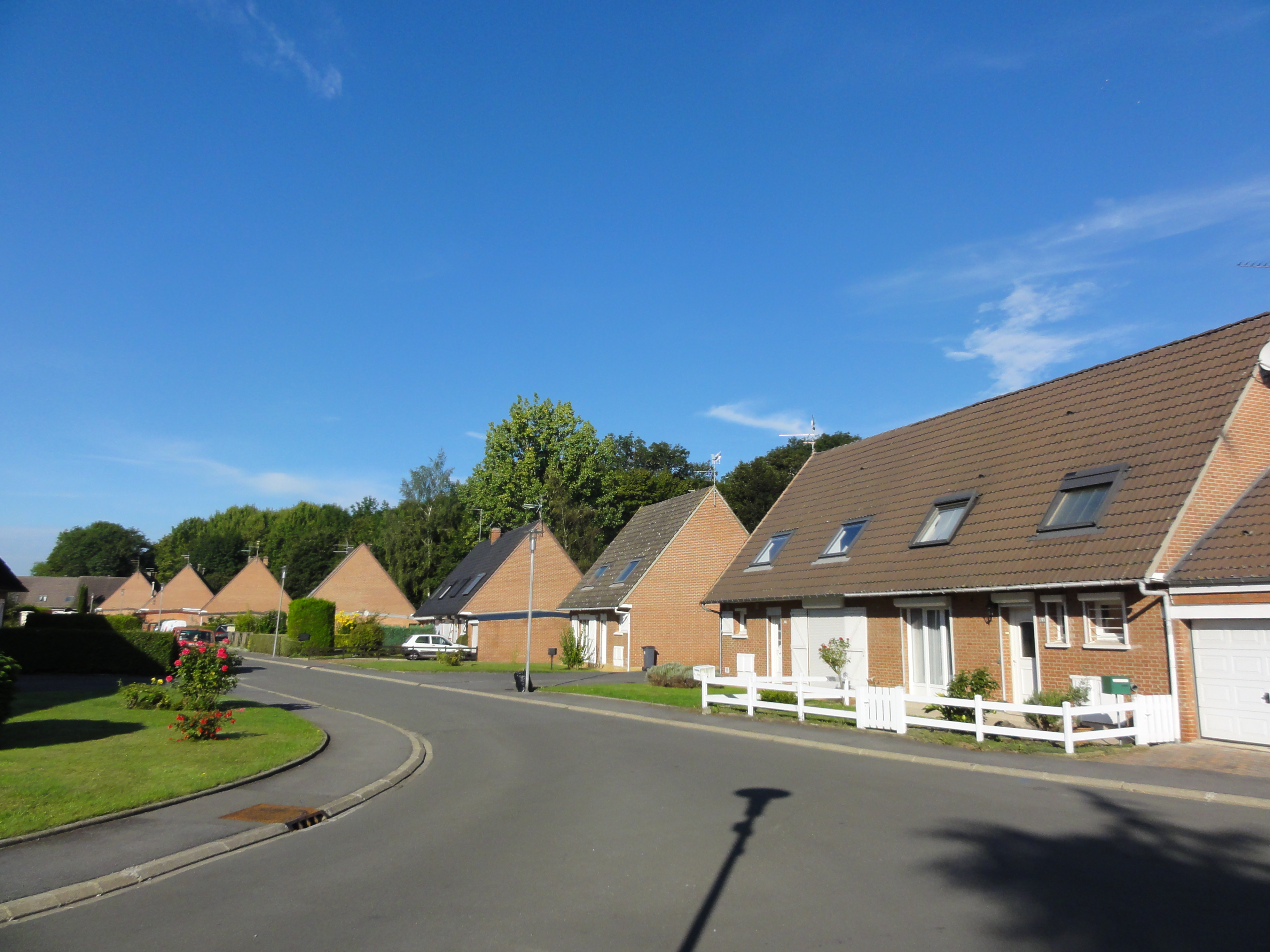
Le site du terril 11 de Nœux.

Le terril no 66, 11 de Nœux, disparu, situé à Fouquières-lès-Béthune et Béthune, était le terril conique de la fosse no 11 des mines de Nœux. Il a été intégralement exploité, et le site est devenu un lotissement et une zone d'activités,.

## Les cités
Des cités ont été bâties à proximité de la fosse, sur le territoire de Béthune.

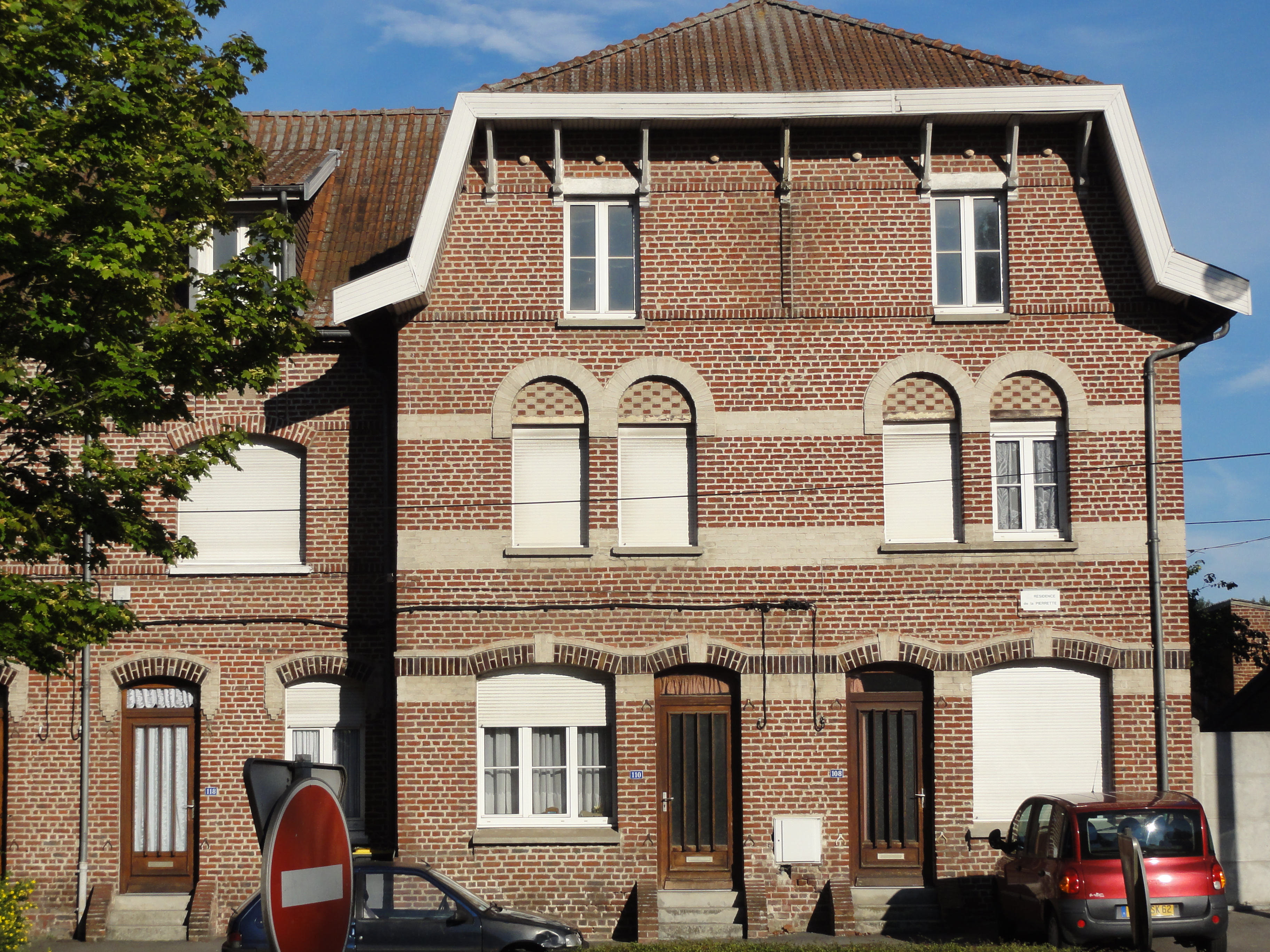
Un coron.
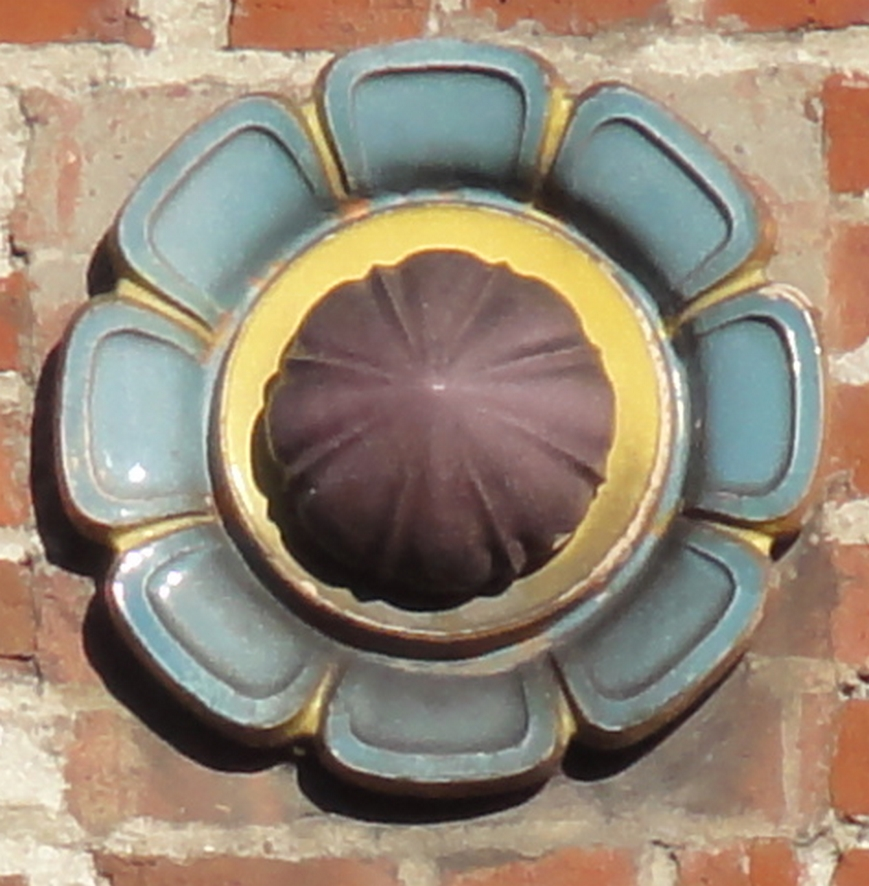
Un fleuron en céramique.
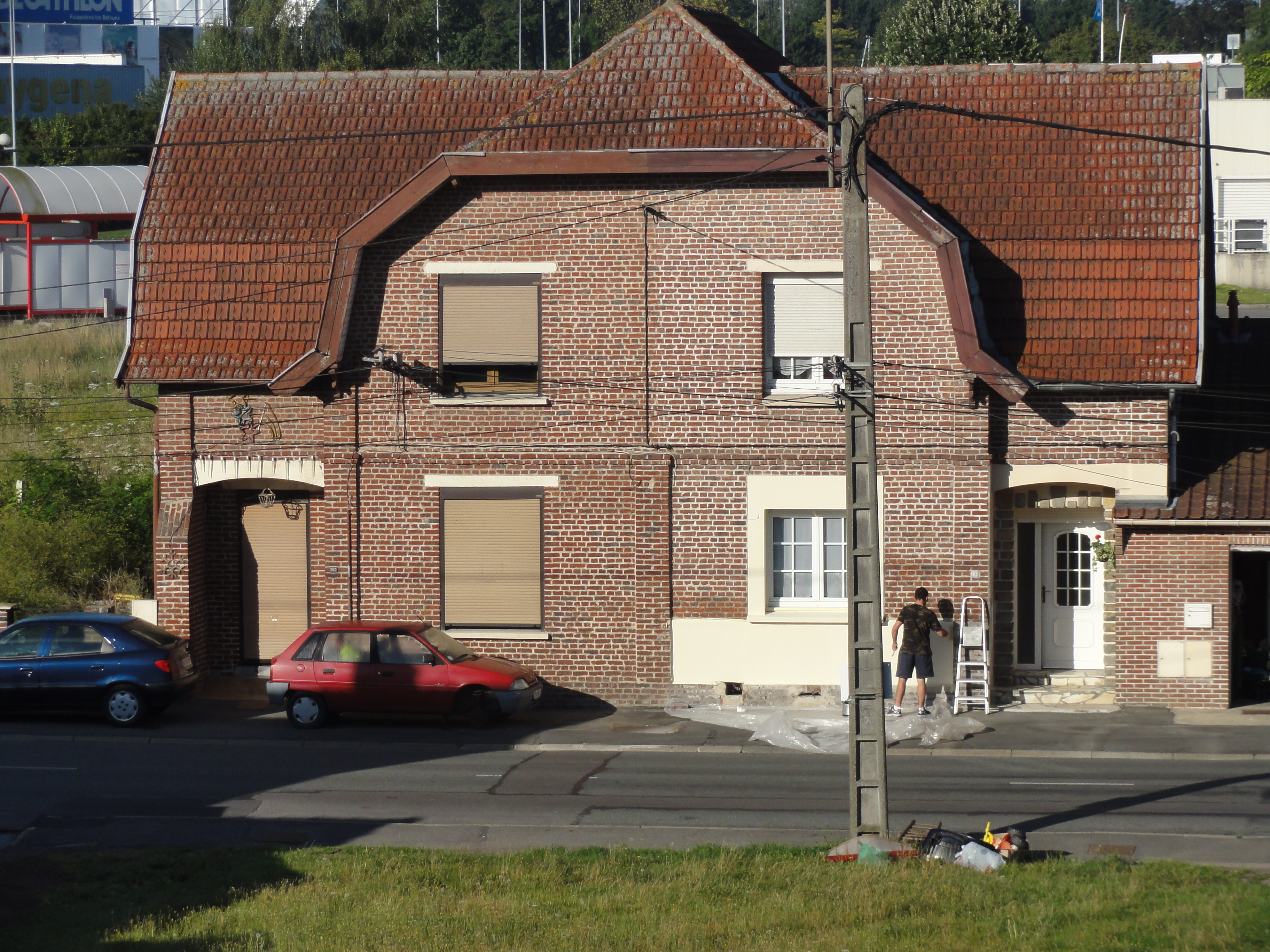
Des habitations groupées par deux.
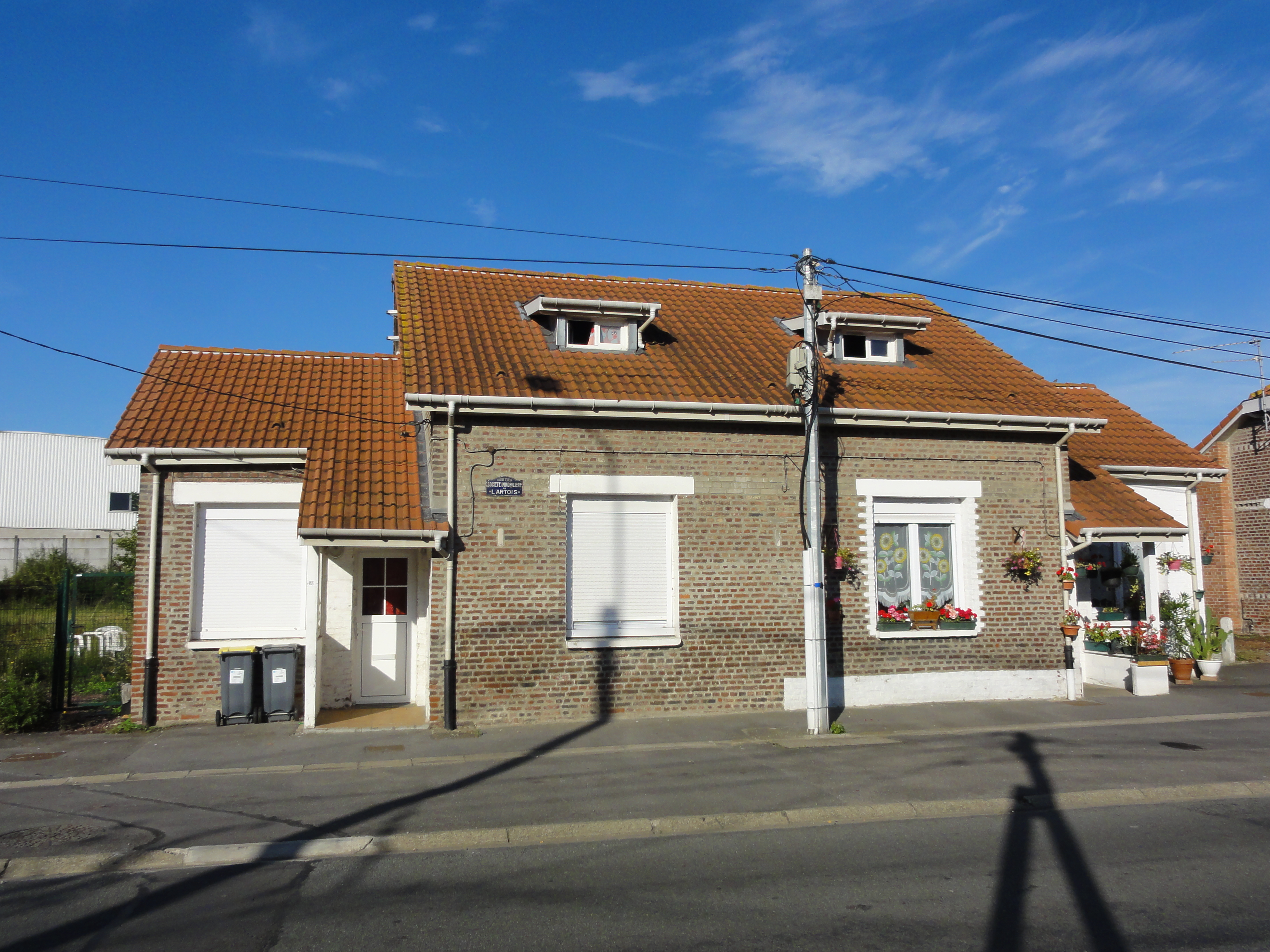
Des habitations groupées par deux.
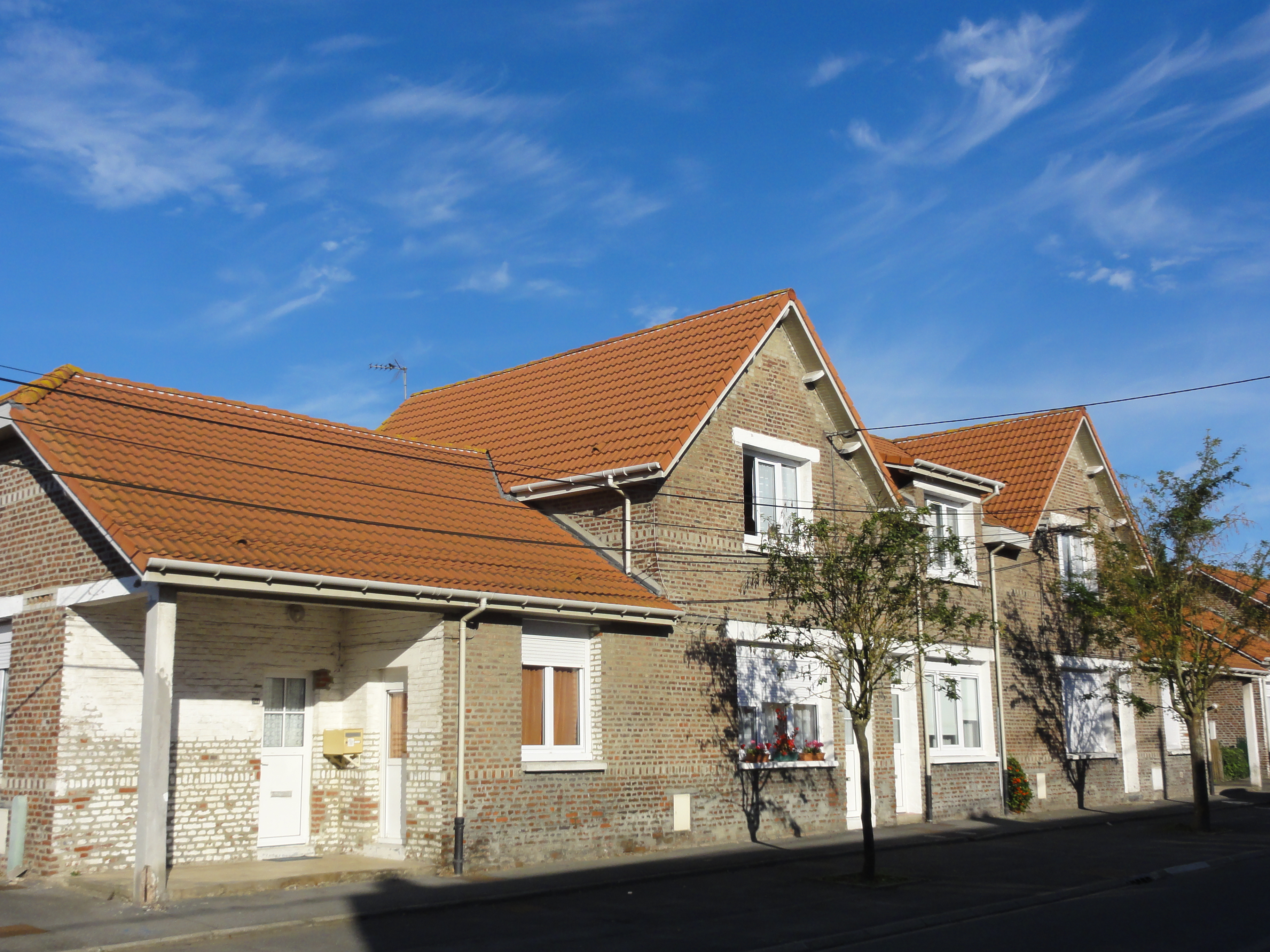
Des habitations groupées par cinq.
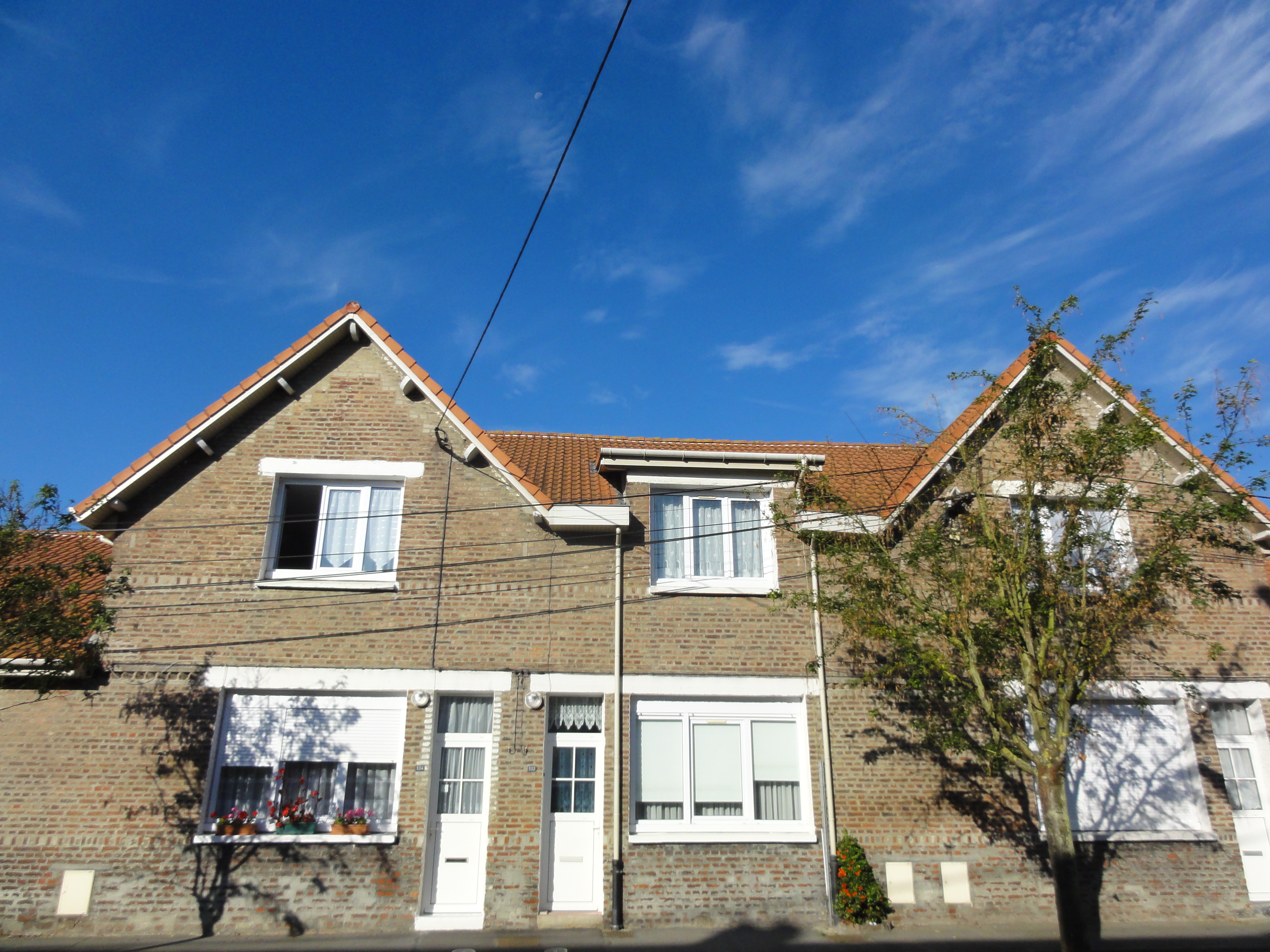
Détail de la partie centrale.